# Conquista del Chaco
El Gran Chaco es una región geográfica de Sudamérica que se extiende por parte de los actuales territorios de la Argentina, Bolivia, Brasil y Paraguay, entre los ríos Paraguay y Paraná y el Altiplano andino.
La denominación "Chaco", corrupción de la palabra quechua "Chacu", se remonta a los tiempos incaicos y hace referencia a un sistema de caza cooperativa, que utilizaban las culturas que habitaban el lugar y que aún se sigue practicando. Hasta fines de siglo XIX fue conocida como Gran Chaco Gualamba aunque, estrictamente hablando, Gualamba debía aplicarse al Chaco al sur del río Pilcomayo/Paraguay.

## Descubrimiento y poblamiento
Las primeras exploraciones y asentamientos humanos en el Chaco datan del año 3000 AC. A partir de entonces gran cantidad de culturas se establecieron en la región, agrupadas en tres grandes perfiles: las culturas de características amazónicas, las culturas de características andinas y las culturas de características propimente chaqueñas.

## Intentos de conquista y colonización española

### Primeras exploraciones europeas
Durante el dominio colonial español en América del Sur se realizaron numerosos intentos de someter a los indígenas del Chaco utilizando el sistema de encomiendas y por la conquista religiosa por medio de las reducciones. Los intentos de fundar ciudades fueron infructuosos debido a la decisión de los indígenas chaqueños de no perder su autodeterminación, siendo Concepción del Bermejo el principal intento hecho entre los años 1585 y 1632, fecha en que fue destruida por los indígenas.
El primer europeo que exploró el Chaco fue Alejo García, quien en 1524 partiendo desde Santa Catarina en las costas actualmente del Brasil llegó a las estribaciones andinas del Alto Perú junto con cuatro exploradores y 2 000 guaraníes para obtener plata y oro de la «Sierra del Rey Blanco» (nombre que recibió en esa expedición el Tawantinsuyu) . Durante el viaje de vuelta fue atacado por etnias enemigas de los guaraníes y apodadas por éstos como «guaycurúes» (en avañeé o idioma guaraní  ese apodo significa «bárbaros» y así calificaban los avá o guaraníes a los pueblos pámpidos del Gran Chaco), falleciendo en el territorio del cacique Guacaní en 1525. Como parte de la expedición de Pedro de Mendoza, en 1537, Juan de Ayolas surcó el río Paraguay en busca de la mítica Sierra de la Plata y luego atravesó el Chaco hasta la actual Bolivia, a su regreso murió a manos de los indígenas en el Fuerte de la Candelaria. Domingo Martínez de Irala atravesó el Chaco en 1540 también en busca de la Sierra de la Plata, intentado fundar la Ciudad de los Reyes en tierras del Chaco casi a orillas de la laguna La Gaiba, luego vuelve a expedicionar en 1548 y 1553. Álvar Núñez Cabeza de Vaca lo hace en 1543 y Ñuflo de Chávez exploró el río Paraguay en 1546, el río Pilcomayo en 1547, en 1553 acompañó a Irala a la región de los chiquitos y los icatines y el 26 de febrero de 1561 fundó la ciudad de Santa Cruz de la Sierra, muriendo a manos de indígenas chaqueños en septiembre de 1568. Durante la época colonial se realizar al menos 69 expediciones al Chaco desde Asunción, una de las cuales fue en 1583 contra los guaycurúes.

### La guerra contra los guaycurúes
Entre 1660 y 1662 el gobernador del Paraguay hizo construir seis fuertes sobre las márgenes del río Paraguay, para contener los ataques de los guaycurúes del Chaco sobre Asunción. Corrientes fue atacada por los abipones y payaguáes en 1673 y 1689. Santa Fe de la Veracruz  comenzó a ser atacada por los "calchaquíes", nombre que se dio erróneamente a la reunión de tobas (qom) , mocovíes  y otras etnias de pampidos "guaycurúes", desde 1630, lo que obligó al traslado de la ciudad desde Cayastá a su emplazamiento actual entre 1651 y 1661.
El gobernador del Tucumán, Ángel de Peredo  realizó una expedición al Chaco que partió en tres columnas desde Talavera del Esteco  el 4 de julio de 1673 con más de 1 000 hombres, apoyado por una cuarta columna que partió de San Bernardo de Tarija. Siguió el río Bermejo  hasta fundar el Real Fuerte de Santiago de Peredo el día 24 de julio. Luego de capturar entre 1 600 y 1 800 indígenas, regresó a Esteco.

### Las ciudades
Concepción de Buena Esperanza fue fundada por Alonso de Vera y Aragón y Calderón el 14 de abril de 1585 para servir de enlace entre Talavera del Esteco, Asunción y Corrientes. Vinculada a ella se hallaban las poblaciones de Matará y Guacara, que eran encomiendas de indígenas chaqueños sometidos. Fue destruida en 1632.
Santiago de Guadalcázar fue fundada en 1626 en la confluencia de los ríos Bermejo y Zenta por Martín Ledesma Valderrama como capital de la proyectada Provincia del Chaco Gualamba, junto con otra población cerca del río Sora que fue abandonada en 1630. El Fuerte de Ledesma fue erigido por Ledesma Valderrama en 1626. Entre 1631 y 1632 Santiago de Guadalcázar debió ser abandonada debido a los ataques indígenas.
Para detener el avance portugués fue fundado en 1792 el Fuerte Borbón (hoy Fuerte Olimpo) y efímeramente el Fuerte de Itapacú, ubicado más al norte.

### Las reducciones jesuitas
Alonso de Barzana y Pedro de Añasco misionaron entre los vilelas y lules en 1593.
En diciembre de 1609 los padres Roque González de Santa Cruz y Vicente Grifi cruzaron el río Paraguay y se internaron en el país de los guaycurúes que vivían entre río Confuso o Yabebyry y el río Pilcomayo en el Chaco Boreal. En 1610 fundaron la reducción de Nuestra Señora María de los Reyes en el lugar llamado Yasocá, ubicado a una legua del río Paraguay frente a Asunción, poco después González de Santa Cruz fue enviado hacia la misión del Paraná. En 1611 los misioneros fueron enviados a las regiones de Guarambaré y Pitun, quedando sin sacerdotes la reducción. En 1613 fueron enviados allí Pedro Romero y Antonio Moranta, fundando Romero junto al Pilcomayo la reducción de Guazutinguá, que duró hasta 1626. Alonso Rodríguez y José Oreghi se unieron luego a Romero. Tras 17 años de estériles intentos, la misión de los guaycurúes fue abandonada por los jesuitas.
Gabriel Patiño descubrió el Estero Patiño en 1721 mientras exploraba el Pilcomayo.
Luego de fundarse en 1743 San Francisco Javier, en Cayastá Provincia de Santa Fe y San Jerónimo en 1748 en el Arroyo del Rey (actual Reconquista), se fundó en 1750 San Fernando del Río Negro con abipones en el sitio de la actual Resistencia.
En 1762 el gobernador del Paraguay José Martínez Fontes  logró un acuerdo de paz con los abipones y posibilitó a los jesuitas establecerse en el Chaco en las reducciones de Misión del Santo Rosario y San Carlos del Timbó (en Formosa) y Nuestra Señora del Bermejo a cargo del padre Martín Dobrizhoffer.
En 1759 el cacique Lorenzo Mbayá firmó un efímero tratado de paz en Asunción, lo que permitió el establecimiento de misiones jesuitas entre los mbayáes. En 1760 el jesuita Joseph Sánchez Labrador  fue enviado a misionar entre los mbayás y otros guaycurúes, fundando ese año la reducción de Nuestra Señora de Belén al este de la actual Concepción  en el Paraguay sobre el río Ypané. Al ser expulsados los jesuitas en 1767 la misión tenía 260 indígenas reducidos. 
También en 1760 el jesuita Manuel Durán fundó la reducción de San Juan Nepomuceno al oeste del río Paraguay con indígenas guaná que se hallaban sometidos a los mbayá, al momento de la expulsión de los jesuitas contaba con 600 indígenas.

### Otras reducciones
Además de los jesuitas, que fueron expulsados en 1767, los franciscanos y otros religiosos intentaron misionar en el Gran Chaco. La reducción de Santa Rosa de Lima fue establecida entre los vilelas en 1773. La más aludida de sus reducciones fue Nuestra Señora de los Dolores y Santiago de Mocoví, más conocida como La Cangayé, que fue fundada por el padre Antonio Lapa el 10 de agosto de 1780, luego de que el gobernador del Tucumán, Gerónimo Matorras, viajara al lugar en 1774 para firmar la paz con el cacique Paykín. Lapa fue acompañado por el coronel Gabino Árias, quien luego se dirigió al noroeste y fundó San Bernardo de Vértiz. En 1793 la La Cangayé fue definitivamente abandonada.
En 1865 los mercedarios dirigidos por Antonio Rossi fundaron San Buenaventura del Monte Alto en las afueras de la actual Resistencia, debiendo ser abandonada entre 1871 y 1872 a causa de la Guerra de la Triple Alianza.

## La conquista del Chaco por la República Argentina
La República Argentina a fines del siglo XIX y principios del siglo XX llevó adelante la ocupación militar del Chaco Central y Austral, hasta entonces en poder de los pueblos originarios. La primera expedición militar se realizó en 1870 al finalizar la Guerra de la Triple Alianza y en 1917 se concluyó con la conquista del territorio, aunque la resistencia indígenas continuó dos décadas más hasta 1938.
La región entre los ríos Pilcomayo, Paraguay, Paraná y Salado, se hallaba habitada a fines del siglo XIX por los pueblos indígenas:
- Guaycurúes: mocovíes, tobas y pilagáes
- Mataco-mataguayos: wichís, chorotes y chulupíes
- Otros: vilelas, tonocotés, tapietés, chanés y chiriguanos

La campaña trajo como consecuencias:
- La expansión territorial de tres provincias:
  - Salta: se expandió hacia el este.
  - Santiago del Estero: se expandió hacia el noreste.
  - Santa Fe: se ensanchó hacia el norte.

- La creación de dos nuevas provincias a mediados del siglo XX: 
  - Chaco y Formosa

## Ocupación del Chaco Boreal
Luego de la independencia del Paraguay en 1811, Gaspar Rodríguez de Francia sostuvo el Fuerte Borbón y entre 1817 y 1820 mandó construir otros en el Chaco: Formoso (actual Formosa, Argentina) Monteclaro, Orange y Santa Elena.
En 1844 el presidente paraguayo Carlos Antonio López envió soldados a ocupar la isla del Cerrito y en 1846 obrajes al sur del Bermejo, pero una creciente del río Paraguay en 1847 obligó a la evacuación de la batería instalada en la isla. El 13 de junio de 1856 mediante un decreto, Carlos Antonio López fundó Villa Occidental (desde el 13 de mayo de 1879 llamada Villa Hayes) en el sitio en donde el año anterior radicó a colonos franceses en una colonia llamada Nueva Burdeos. En cumplimiento de una orden del presidente argentino, el general Emilio Mitre ocupó la villa en octubre de 1869, dado que Argentina reclamaba el Chaco Boreal entre los ríos Verde, Pilcomayo y Paraguay, zona que fue restituida al Paraguay el 14 de mayo de 1879, luego de que el presidente Rutherford Hayes de los Estados Unidos fallara el 12 de noviembre de 1878 en favor del Paraguay (Laudo Hayes).
Posteriormente fueron vendidos grandes extensiones de tierras fiscales por el gobierno paraguayo, en los que se explotaba principalmente los quebrachales para la extracción de taninos. Fueron fundados obrajes como Puerto Sastre, Puerto Guaraní, Puerto Mihanovich y Puerto Casado en donde la población indígena fue utilizada como mano de obra y concentrada en las poblaciones por órdenes del gobierno para facilitar su asimilación.
Bolivia comenzó en 1905 a asentar pequeños destacamentos, llamados "fortínes", en la zona disputada del Chaco, siguiendo la margen norte del río Pilcomayo, y por otro lado hacia el río Paraguay, buscando control de las escasas fuentes de agua dulce del Chaco. Entre 1927 y 1928, técnicos de la compañía estadounidense Standard Oil, con sede central en Nueva Jersey, descubrieron petróleo en la zona occidental del Chaco, en las estribaciones de los Andes. En 1928 comenzaron a producirse incidentes militares entre Bolivia y Paraguay en el Chaco.
En 1930 comenzaron a instalarse colonias menonitas en el interior del Chaco Boreal, extendiendo el control del gobierno paraguayo en esas regiones e influyendo sobre grupos indígenas.
En julio de 1932, un destacamento del Ejército boliviano capturó un puesto de avanzada paraguayo, el fuerte Carlos Antonio López próximo a la Laguna Pitiantuta para los paraguayos o "Laguna Chuquisaca" como fue bautizada por los bolivianos, dando origen a la cruenta Guerra del Chaco, durante la cual los indígenas fueron desplazados por uno y otro bando, debiendo emigrar a la Argentina muchos de ellos. El tratado que puso fin a la guerra fue firmado en Argentina el 21 de julio de 1938 y Paraguay pudo controlar la mayor parte del Chaco Boreal y sus indígenas.